# 大苞寄生属
大苞寄生属（学名：Tolypanthus）是桑寄生科下的一个属，为半寄生灌木植物。该属共有4种，分布于印度、斯里兰卡和中国。

## 物种
本属包括以下物种：
- 黔桂大苞寄生 Tolypanthus esquirolii
- Tolypanthus lagenifer (Wight ex J.Graham) Tiegh.
- 大苞寄生 Tolypanthus maclurei